# نیمروز آهنگران
نیمروز آهنگران (انگلیسی: The Ironworkers' Noontime) یک نقاشی رنگ روغن از تامس پالک انشوتس است که سال ۱۸۸۰ کشیده شد و از محبوب‌ترین آثار او به‌شمار می‌آید. او این اثر را در ویلینگ، ویرجینیای غربی به شیوهٔ ناتورالیستی مشابه سبک آثار توماس ایکینز نقاشی کرد، اگرچه ایکنز به نقاشی از محیط‌های صنعتی نمی‌پرداخت. او همچنین برای حلق این اثر از عکسها و مدلهای موجود بهره برد که این کار نیز یادآوار سبک ایکینز است.